# 국가전문자격
국가전문자격(國家專門資格)은 국가전문자격증은 정부부처, 즉 보건복지부, 여성가족부 등에서 주관하는 자격증으로 변호사, 공인회계사, 노무사, 세무사, 법무사, 감정평가사, 경영지도사, 기술지도사, 물류관리사, 보험계리사, 손해사정사, 공인중개사, 주택관리사, 행정사, 사회복지사, 요양보호사, 간호 조무사, 보육교사, 경비지도사, 환경영향평가사 등등 여러종류가 있다. 하지만 ‘정보시스템감리사’처럼 전문기술과 산업기술이 중첩되는 부분에 있어서는 애매한 구분도 존재하고 있다.

## 종류
국가전문 자격증은 각 개별법에 규정한 자격, 예를 들면 주택법에 의한 주택관리사, 변호사법에 의한 변호사, 공인회계사법에 의한 공인회계사, 중소기업진흥법에 의한 경영지도사, 기술지도사, 사회복지사업법에 의한 사회복지사, 초중등교육법에 의한 초, 중등교사자격 등등 정부부처에서 주관하고 있다.
이외에도 법무사(법원 검찰청)나 행정사(행정자치부)처럼 국가나 지방자치단체, 공공기관을 업무 · 운영하는 산업현장의 수요에 적합한 자격제도를 확립함으로써 전문인력의 직업능력을 개발하고, 전문인력의 사회적 지위 향상과 국가의 경제발전에 이바지함을 목적으로 만든 정책이다.
국가전문자격법(國家專門資格法)은 1973년 12월 31일 법률 제2672호에 의해 제정되었으며, 1974년 7월 1일부터 시행에 들어갔다. 

## 같이 보기
- 자격기본법
- 시스코 전문 자격
- 행정사 자격시험 불실시 사건

## 참고 자료
- 「취업을 위한 자격증 42가지」, 전문자격사, 매일경제인력팀 저, 매일경제신문사(1999년, 213~217p)